# Comptella curta
Comptella curta är en snäckart som först beskrevs av R. Murdoch 1905.  Comptella curta ingår i släktet Comptella och familjen purpursnäckor. Inga underarter finns listade i Catalogue of Life.